# Paarl
```
Paarl
 (nom en 
afrikaans
 derivat de 
Parel
, que significa "perla" en neerlandès
[
1
]
) és una ciutat amb 191.013 habitants a la província del 
Cap Occidental
 de 
Sud-àfrica
.
```

És la tercera ciutat i assentament europeu més antiga de la República de Sud-àfrica (després de Ciutat del Cap i Stellenbosch) i la ciutat més gran del Cap Winelands. Està situada a uns 60 km al nord-est de Ciutat del Cap a la província del Cap Occidental.
Paarl va obtenir atenció internacional quan, l'11 de febrer de 1990, Nelson Mandela va sortir del Centre Penitenciari de Victor Verster de Paarl(ara conegut com a Drakenstein Correctional Centre), amb una cobertura de televisió internacional en directe, que va acabar amb els seus 27 anys de presó i va començar el camí cap a la fi de l'apartheid.